# Andrés Navas Ráez
Andrés Navaz Ráez (n. 20 de marzo de 1947) es un militar español, jefe del Mando de Operaciones la cual es el órgano responsable de conducir las operaciones que las tropas españolas llevan a cabo actualmente en el extranjero y de atender a sus necesidades. 

## Biografía
Nacido el 20 de marzo de 1947, casado, con cinco hijos, el general Navas ha estado destinado en la Misión Militar Española en el Mando Europeo de la OTAN en Mons (Bélgica) y en la Dirección General de Política de Defensa (DIGENPOL).
Ha sido jefe del Grupo 15 de la Fuerza Aérea, jefe de la Base Aérea de Torrejón y segundo jefe y jefe del Estado Mayor del Mando Aéreo de Combate (MACOM). En agosto de 2005, fue nombrado jefe del Estado Mayor del Mando de Operaciones.
Navas relevó en el mando al oficial que fue su superior directo, el Teniente General Bernardo Álvarez del Manzano, el primer general que ejerció esta responsabilidad, desde enero de 2006, y que se encargó de la conducción de todas las operaciones nacionales y las misiones internacionales de paz desde su Centro de Operaciones Conjuntas.